# Roccavivara
Roccavivara ist eine italienische Gemeinde (comune) mit 608 Einwohnern (Stand 31. Dezember 2023) in der Provinz Campobasso in der Region Molise. Die Gemeinde liegt etwa 30 Kilometer von Campobasso und grenzt unmittelbar an die Provinz Chieti (Abruzzen). Der Trigno begrenzt die Gemeinde im Nordwesten, die eine Seite ist die Region Abruzzen und die andere Seite die Region Molise. Das Meer ist 25 Minuten entfernt mit dem Auto.

## Verkehr
Entlang des Trigno verläuft die Strada Statale 650 di Fondo Valle Trigno von Isernia nach San Salvo.